# Destroy All Humans!
Destroy All Humans! – komputerowa gra akcji wyprodukowana przez Pandemic Studios i wydana w 2005 przez THQ. Gra jest osadzona w latach 50. XX wieku i parodiuje popkulturę oraz ówczesną politykę. Gracz kieruje w niej członkiem rasy Obcych, która dąży do zniszczenia ludzkości i poszerzenia wpływów swojego gatunku.